# Урал-батир
Урал-батир (на башкирски: Урал батыр името идва от планината Урал и тюркското „батир“ герой, смел човек) е най-известният кубаир (епическа поема) на башкирите. Разказва за героични дела и легендарни същества, създаването на естествени явления и други. Аналогична е на подобни епоси като англосаксонския Беоулф, германския Нибелунги, месопотамския Епос за Гилгамеш или финския/карелския Калевала. Епическата поема разпространява идеята за вечния живот на нацията и способността на човека да побеждава злото. Епосът се състои от 4576 поетически и 19 реда проза. Композиционно се разделя на 3 части.

## История
Първоначално епоса се е предавал устно от поколение на поколение от поети-разказвачи, наречени сесени. През 1910 г. Мухаметша Барангулов записва епоса от двама такива сесени – Габит Аргинбаев (1856 – 1921) от аула Идрис и Хамит Алмухаметов (1861 – 1923) от аула Малък Иткул (днес 2-е Иткулово), Оренбургска губерния. Според легендата след записа на епоса Мухаметша Барангулов подарил на разказвача коня си и се върнал пеша в дома си.
Известни други версии на епоса: вариант в проза е записан през 1956 г. от Исмагил Рахматулин в аула Имангул, Учалингски район и издаден същата година. През 1984 г. е записана версия от Шамси Сафаргалин в аула Габасово, която е условно е определена като етологически мит.
През 1968 г. епоса е издаден със съкращения на башкирски език в журнала „Агидел“ През 1972 г. се появява първата пълна публикация на башкирски език – в първия том на „Башкирско народно творчество“.